# خاویر هررس
خاویر هررس (انگلیسی: Javier Herreros؛ زادهٔ ۱۸ دسامبر ۱۹۸۴) بازیکن فوتبال اهل اسپانیا است.
از باشگاه‌هایی که در آن بازی کرده‌است می‌توان به باشگاه فوتبال کوردوبا، باشگاه فوتبال آلباسته بالومپیه، و باشگاه فوتبال رئال مورسیا اشاره کرد.